# Obszar ochrony ścisłej Puszczykowskie Góry
Obszar ochrony ścisłej Puszczykowskie Góry – obszar ochrony ścisłej znajdujący się na terenie Wielkopolskiego Parku Narodowego, w Puszczykowie, przy drogi wojewódzkiej nr 430 (ul. Wysokiej) – w północnej części miasta. Powierzchnia obszaru wynosi 9,65 ha.
Przedmiotem ochrony jest obszar leśny – las liściasty oraz mieszany o charakterze naturalnym. Porasta on zbocze krawędzi wysoczyzny morenowej z rozcięciami erozyjnymi (wąwozy, rynny polodowcowe i rowy). Morena dochodzi tutaj do wysokości 117 m n.p.m. i wznosi się około 60 metrów ponad pobliskie łąki. Główne gatunki drzew rosnących w rezerwacie to: dąb, grab, buk i sosna zwyczajna. Uzupełniają je jarzębina i leszczyna, a rzadziej olsza i czeremcha. W dolnej części, przy szosie, rośnie pozostałość lasu łęgowego z roślinami pnącymi (występuje tu  polska liana – wiciokrzew pomorski, sięgający koron drzew). W runie występują: przylaszczka, pierwiosnek, lilia złotogłów, czworolist, bluszcz, kopytnik i trzmielina. Faunę reprezentują m.in.: zimorodek zwyczajny, rudzik zwyczajny, dzięcioł czarny, gołąb siniak, pokrzewka jarzębata, sikora modra, raniuszek zwyczajny, ślimak winniczek, borsuk i kuna leśna.
Teren Puszczykowskich Gór był w okresie neolitu zamieszkały przez człowieka – w 1949 znaleziono tu (u wylotu ul. Lipowej) palenisko z tego czasu.
Bezpośrednio do rezerwatu nie prowadzą żadne szlaki turystyczne, ale jest on narażony na penetrację z uwagi na sąsiedztwo zabudowań Łęczycy. W pobliżu, na zachód, znajduje się obszar ochrony ścisłej Las Mieszany na Morenie.